# Sorgeerklärung
Die Sorgeerklärung (häufiger auch als Sorgerechtserklärung bezeichnet) ist eine spezielle Willenserklärung der Eltern eines Kindes, die nicht miteinander verheiratet sind, dahingehend, die elterliche Sorge gemeinsam ausüben zu wollen. Mit der Abgabe der Sorgerechtserklärung vor einer Urkundsperson steht das elterliche Sorgerecht beiden Eltern gemeinsam zu (§ 1626a Abs. 1 BGB).

## Allgemeines
Mit dem Inkrafttreten des Kindschaftsrechtsreformgesetzes am 1. Juli 1998 wurde auch in der Bundesrepublik Deutschland die Möglichkeit des gemeinsamen Sorgerechtes für ein minderjähriges Kind auch in den Fällen eingeführt, in denen die Eltern nicht miteinander verheiratet sind. Die Gesetzesgrundlage sind § 1626 BGB, insbesondere § 1626a Abs. 1 Nr. 1 BGB.

## Voraussetzungen der Sorgeerklärung
Es muss sich um ein Kind handeln, dessen Eltern bei seiner Geburt nicht miteinander verheiratet waren. Bis zum 30. Juni 1998 wurden diese Kinder als nichtehelich bezeichnet. Heute lautet der Gesetzestext "(Kinder) nicht miteinander verheirateter Eltern".
Das Kind muss zum Zeitpunkt der Sorgeerklärung unter der  elterlichen Sorge der Mutter stehen, d. h., es muss minderjährig sein. Weiterhin darf keine gerichtliche Entscheidung über die elterliche Sorge (§ 1671, § 1672, § 1696 Abs. 1 BGB) ergangen sein. Eine Sorgeerklärung ist nur unwirksam, wenn sie gewissen Erfordernissen (Bedingungsfeindlichkeit, höchstpersönliche Erklärung etc.) des BGB nicht genügt (§ 1626e BGB: § 1626b, § 1626c, § 1626d).
Die Sorgeerklärung ist auch möglich, wenn die Mutter nur aufgrund ihrer Minderjährigkeit die elterliche Sorge noch nicht ausüben kann und die Eltern der Mutter der Abgabe der Sorgeerklärung zustimmen. In diesem Falle übt bis zur Volljährigkeit der Mutter nach Erteilung der Sorgeerklärung der Vater die elterliche Sorge allein aus. Die Sorgeerklärung kann auch erklärt werden, wenn das Kind noch nicht geboren, aber bereits gezeugt ist.
Es ist nicht erforderlich, dass die Kindeseltern einen gemeinsamen Haushalt führen. Die Staatsangehörigkeit der Eltern ist ebenfalls ohne Belang.
Eine bis zum 30. Juni 1998 in den alten Bundesländern bestehende (und nun als Beistandschaft fortgeführte) Amtspflegschaft des Jugendamtes (§ 1706 BGB in der bisherigen Fassung) ist kein Hindernis für die Abgabe der Sorgeerklärung. Eine Beistandschaft neuen Rechtes (§ 1712 BGB) endet zwar grundsätzlich mit der Rechtswirksamkeit der Sorgeerklärung; eine getrenntlebende Mutter kann (auch bei gemeinsamer Sorge) eine Beistandschaft durch das Jugendamt für das Kind verlangen bzw. beantragen, wenn das Kind bei ihr in Obhut lebt (§ 1713 Abs. 1 Satz 2 BGB).

## Form der Sorgeerklärung
Die Sorgeerklärung bedarf der öffentlichen Beurkundung (§ 1626d Abs. 1 BGB). Zuständig ist jeder Notar oder die Urkundsperson eines Jugendamtes (§ 87e SGB VIII). Die Erklärung kann gemeinsam durch beide Elternteile oder durch jeden einzeln abgegeben werden. Dies kann auch bei unterschiedlichen Jugendämtern oder Notaren geschehen. Bei einzeln abgegebenen Sorgeerklärungen ist die gemeinsame elterliche Sorge erst dann rechtswirksam, nachdem beide Eltern die Erklärung abgegeben haben.
Ist einer der Elternteile oder sind beide Elternteile minderjährig, so bedarf es zur Rechtswirksamkeit einer Zustimmungserklärung der jeweiligen gesetzlichen Vertreter (Eltern, Vormund). Diese Zustimmungserklärungen müssen in der gleichen Weise öffentlich beurkundet werden.
Die Beurkundung beim Jugendamt ist gebührenfrei (§ 64 SGB X). Der Notar ist verpflichtet, Kosten im Einklang mit dem Gerichts- und Notarkostengesetz (GNotKG) zu erheben.

## Rechtswirkungen der Sorgeerklärung
Sobald die Sorgeerklärungen von beiden Eltern übereinstimmend abgegeben wurden und der Vorgang beurkundet ist, steht beiden Elternteilen die elterliche Sorge für das Kind gemeinsam zu. Einer gerichtlichen oder behördlichen Entscheidung bedarf es nicht.
Ist die Mutter des Kindes noch minderjährig, der Vater jedoch volljährig, endet die Vormundschaft für das Kind zugunsten alleiniger elterlicher Sorge des Vaters, bis zum Eintritt der gemeinsamen Sorge, sobald auch die Mutter volljährig wird. Ist der Vater noch minderjährig, die Mutter jedoch volljährig, tritt die gemeinsame elterliche Sorge erst mit der Volljährigkeit des Vaters ein, vorher bleibt es bei alleiniger Sorge der Mutter.
Sind beide Elternteile minderjährig, bleibt die Vormundschaft für das Kind bis zum Eintritt der Volljährigkeit eines Elternteils bestehen, der ab diesem Zeitpunkt die alleinige elterliche Sorge ausübt, bis auch der zweite Elternteil volljährig wird (vgl. § 1791c BGB).
Stirbt ein Elternteil, so übt der andere die alleinige elterliche Sorge aus, ohne dass es einer gerichtlichen Entscheidung bedarf. Das Gleiche gilt, wenn einem Elternteil das Sorgerecht durch das Familiengericht entzogen (§ 1666 BGB) oder wenn durch das Gericht das Ruhen der elterlichen Sorge festgestellt wird (§ 1673, § 1674 BGB).

## Alleinentscheidungsrecht
Lebt das Kind tatsächlich nur im Haushalt eines Elternteils, so behält dieser auch trotz gemeinsamer elterlicher Sorge das Alleinentscheidungsrecht in Angelegenheiten des täglichen Lebens (§ 1687 BGB). Dies sind solche, die häufig vorkommen und keine schwer abzuändernden Auswirkungen auf die Entwicklung des Kindes haben.

## Abänderung der Sorgerechtsregelung
Einen Widerruf sehen die Bestimmungen über die Sorgeerklärung nicht vor. Ist ein Elternteil mit der gemeinsamen elterlichen Sorge nicht mehr einverstanden, so kann jeder Elternteil einen Antrag auf Übertragung der alleinigen elterlichen Sorge beim Familiengericht stellen (§ 1671 BGB). Bei dieser Gerichtsentscheidung hat die Mutter kein Vorrecht gegenüber dem Vater.
Voraussetzung ist eine dauerhafte Trennung der Kindeseltern (§ 1567 BGB) sowie
a) die Zustimmung des anderen Elternteils sowie der Verzicht auf einen Widerspruch des über 14-jährigen Kindes oder
b) die Überzeugung des Gerichtes, dass die alleinige Sorge dem Kindeswohl am besten entspricht (§ 1697a BGB).

## Sorgeregister
Beim Jugendamt des Geburtsortes des Kindes wird ein Register über abgegebene Sorgeerklärungen geführt. Die Mutter kann eine Bescheinigung darüber verlangen, dass für ihr Kind keine Sorgeerklärungen oder Gerichtsentscheidungen vorliegen. Die Anfrage ist an das Jugendamt zu richten, in deren Bezirk die Mutter ihren gewöhnlichen Aufenthalt (vgl. § 30 Abs. 3 SGB I, das ist in der Regel der Wohnort) hat.

## Negativattest
Mit einem so genannten Negativattest (auch Negativbescheinigung) kann eine Mutter, die mit dem Vater ihres Kindes nicht verheiratet ist oder war, das alleinige Sorgerecht für ihr Kind nachweisen (§ 58a Abs. 2 SGB VIII). Diese Bescheinigung des Jugendamtes bestätigt, dass zum Zeitpunkt ihrer Ausstellung keine übereinstimmende Sorgeerklärung zur gemeinsamen elterlichen Sorge, keine gerichtliche Entscheidung zur Übertragung der gemeinsamen elterlichen Sorge und keine gerichtliche Entscheidung zur gemeinsamen elterlichen Sorge vorliegen. Wird keine gemeinsame Sorgeerklärung der Eltern abgegeben, bleibt es beim alleinigen Sorgerecht der Mutter (§ 1626a Abs. 2 BGB). Liegen hingegen zwei Sorgeerklärungen vor, so darf das Negativattest auch dann nicht erteilt werden, wenn das Jugendamt Zweifel an deren Wirksamkeit hat. Ist dem Jugendamt bekannt, dass die Alleinsorge der Mutter durch das Familiengericht geändert worden ist, so darf es ebenfalls kein Negativattest ausstellen.

## Amtliche Statistik der Sorgeerklärungen
Seit 2004 müssen die Jugendämter die Zahl der Sorgeerklärungen den statistischen Landesämtern melden.
Grundlage ist das „Gesetz zur Umsetzung familienpolitischer Entscheidungen des Bundesverfassungsgerichtes“, nach dem die im Berichtsjahr rechtswirksam gewordenen Sorgeerklärungen als Teil der Kinder- und Jugendhilfe-Statistik erfasst werden müssen. Hintergrund ist, dass
der Gesetzgeber vom Bundesverfassungsgericht aufgefordert wurde, die gesellschaftliche Entwicklung im Bereich der gemeinsamen Sorge zu beobachten, denn wenn sich herausstelle, dass eine Mutter, die mit dem Vater des Kindes zusammenlebt, sich nicht nur ausnahmsweise und nur aus schwerwiegenden, vom Kindeswohl getragenen Gründen dem Wunsch des Vaters nach gemeinsamer Sorge verweigert, dann sei
das Gesetz so zu ändern, dass am Elternrecht der Väter nach Art. 6 Abs. 2 Grundgesetz Rechnung getragen würde.
Bisher haben die Jugendämter jedoch überwiegend die Zahl der beurkundeten Sorgeerklärungen gemeldet anstelle des Erhebungsmerkmals nach § 99 Abs. 6a SGB VIII. Erfasst wurden somit sowohl einseitige (nicht voll wirksame – wenn z. B. nur der Vater seine Willens-Erklärung beurkunden ließ), zweifach beurkundete (weil die Eltern getrennt auf dem Jugendamt erschienen sind), wie auch solche für Kinder, die nie geboren wurden (z. B. wegen einer Fehlgeburt) und solche für Kinder, deren Eltern noch vor der Geburt geheiratet haben. Die Zahl von 87.366 registrierten beurkundeten Sorgeerklärungen, gemessen an ca. 197.000 nichtehelich geborenen Kindern im Jahr 2004, dürfte also weitere Fragen zur sachgerechten Interpretation dieser Zahl nach sich ziehen und eine gewisse Relativierung erfahren. Um eine taugliche Vergleichsbasis zu erzielen, bedürfte es einheitlicher Verwaltungsvorschriften oder Durchführungsbestimmungen bezüglich der urkundlichen Aufnahme von Sorgeerklärungen. Die Ordnung solcher Beurkundungen obliegt grundsätzlich den Ländern (Art. 30 GG).